# Polyommatus tankeri
Polyommatus tankeri is een vlinder uit de familie van de Lycaenidae. De wetenschappelijke naam van de soort is voor het eerst geldig gepubliceerd in 1960 door De Lesse.